# Hengstlsattel
Der Hengstlsattel ist ein 517 m ü. A. hoher Sattel zwischen Hengstlberg (619 m ü. A.) und Erlwart (571 m ü. A.) im Wienerwald in Niederösterreich. Der Hengstlsattel wird auch Hengstlhöhe oder einfach nur Hengstl genannt. Die darüber führende Straße L 2111 verbindet Pressbaum im Bezirk St. Pölten mit Klausen-Leopoldsdorf im Bezirk Baden und ist ganzjährig befahrbar. Die Bedeutung der Verbindung für den allgemeinen Straßenverkehr ist eher gering. Bei der Passhöhe stoßen die Grenzen der Gemeinden Klausen-Leopoldsdorf, Pressbaum und Wolfsgraben aneinander.